# Bile (Sprache)
Die Sprache Bile (auch bili, billanchi, bille und kunbille) ist eine jarawoide Sprache, die von insgesamt 30.000 Personen am Fluss Benue im nigerianischen Bundesstaat Adamawa gesprochen wird.
Die Sprache ist verwandt mit dem Mbula-Bwazza [mbu]. Die Sprache ist die Muttersprache des Bile-Volkes, von denen es 45.000 Angehörige gibt. Allerdings können nur noch 30.000 von ihnen das bile, der Rest spricht inzwischen die Amtssprache Englisch als Muttersprache. Viele Bile können aber auch das Hausa und das Adamaua-Fulfulde.